# 反致
反致（はんち、仏: renvoi）とは、渉外的私法関係において準拠法を定める際、法廷地の国際私法の規定だけでなく、外国の国際私法の規定も考慮した上で、準拠法を定めることをいう。
国際私法は、問題となる法律関係に最も密接な地の法を準拠法として指定することにより、渉外的私法関係の法的規整を図ることを目的とする。しかし、国際私法の内容が統一されていない結果、同一の法律関係についても、どこを法廷地にするかにより準拠法が異なってくる場合がある。例えば、A国の国際私法によればA国法が準拠法になるが、B国の国際私法によればB国法が準拠法になる場合がある（積極的抵触）。また、A国の国際私法によればB国法が準拠法になるが、B国の国際私法によればA国法又はC国法が準拠法になる場合がある（消極的抵触）。
反致はこのうちの後者、すなわち国際私法の消極的抵触を解決するための理論である。

## 区分
反致は、その内容により次の区分に分けられる。
狭義の反致（直接反致）
法廷地A国の国際私法によればB国法が準拠法になるが、B国の国際私法によればA国法が準拠法になる場合に、B国法の国際私法を考慮して、法廷地A国法を準拠法とする場合である。
転致（再致）
法廷地A国の国際私法によればB国法が準拠法になるが、B国の国際私法によれば第三国であるC国法が準拠法になる場合に、B国法の国際私法を考慮して、C国法を準拠法とする場合である。
間接反致
法廷地A国の国際私法によればB国法が準拠法になるが、B国の国際私法によればC国法が準拠法になり、C国の国際私法によればA国法が準拠法になる場合に、B国及びC国の国際私法を考慮して、A国法を準拠法とする場合である。
二重反致
法廷地A国の国際私法によればB国法が準拠法になり、B国の国際私法（ただし、B国の反致条項を除く）によればA国法が準拠法になるが、B国法の国際私法には反致を認める規定があるため、B国の国際私法の反致条項を考慮してB国法を準拠法とする場合である。

## 沿革
反致という理論が特に注目されたのは、いわゆるフォルゴ事件における1878年の判決でフランス破毀院が反致論を採用したことが契機とされる。
これは、5歳の時にフランスに移住し死亡の時までフランスに居住していたバイエルン人であるフォルゴがフランス国内に残した動産の相続をめぐる法律問題につき、フランス法によれば相続人が存在しないものとして国庫に帰属させられたことにつき、親族がバイエルン法に基づき相続権を主張した事件である。この事件において、フランス破毀院は、フランスの国際私法によればバイエルン法が動産の相続に関する準拠法になるが、バイエルンの国際私法によればフランス法によるべきであるとして、バイエルン法からの反致を認め、フランス民法に基づき相続人は存在しないものと判断した。

## 理論的根拠
反致の理論的根拠については、以下のような考え方が唱えられてきたが、いずれも理論的な説明に失敗しているとされている。

### 総括指定説
国際私法により指定される法は、指定される法域の法全体であり、それには国際私法も含まれるとする考え方である。つまり、法廷地Aの国際私法によりB国法が指定される場合は、指定される法にはB国の国際私法も含まれるため、準拠法の指定についてもB国法の処理に委ねることになると説明するものである。
これに対しては、法廷地Aの国際私法により指定されるB国法は、B国の実質法（民法、商法など）だけであり、B国の国際私法をも含むと考えるのは正しくないとする批判がある。また、総括指定説によれば、Bの国際私法による準拠法の指定も総括指定でなければならないため、限りなき循環に陥ることになる。このような問題点があるため、この見解はほとんど支持されなくなった。

### 棄権説
これは準拠法として指定された地の法が自国法の適用を認めていない場合にまで、当該地の法を適用する必要はないとする考え方である。しかし、この場合にどこの国の法が適用されるかについては問題が生じる。また、国際私法は問題となる法律関係に密接な地の法を準拠法とすることを理念としている以上、棄権説のような発想は国際私法の考え方から逸脱していることになる。このような問題があるため、この見解もほとんど支持されなくなった。

## 実際的根拠
以上のように、反致を理論的に説明付けるのは困難であるとして、現実には反致を認めることによる実質的な利益を主張することにとどまっている。
例えば、国際私法に関する規定が各国で不統一である以上、反致を認めることにより判決の国際的な調和が図られる場合があるとする説明がある。しかし、これについては、判決の国際的な調和がされるのは限定された場合に過ぎないとする批判がある。
また、外国法の解釈の困難性を根拠に、反致により法廷地法の適用を拡大すれば、裁判所の事件処理が簡易になるとする説明が存在する。しかし、これについても、内国法の優越性を認めることは国際私法の理念に反するとする批判がある。

## 隠れた反致
以上、反致は本来、法廷地の国際私法により準拠法とされた地域の国際私法を考慮するものであるが、問題となる法律関係について、そのような地域の国際私法が存在しない場合にも反致が認められるかが問題となる。
英米法においては、渉外的な養子縁組や離婚については、準拠法指定という発想はなく、当事者のドミサイル (domicile) が存在する場合に裁判管轄を認め、法廷地法を適用して事件を処理する扱いがされている。このような裁判管轄に関する扱いにつき、養子縁組や離婚は当事者のドミサイルがある地の法が準拠法になるとする国際私法のルールが隠れていると解釈した上で、反致を認めるべきかが問題となる。
例えば、養親となるべき者がアメリカ人である場合について日本の家庭裁判所で養子縁組許可の審判をする場合、法の適用に関する通則法31条1項前段によれば、アメリカ法（ただし、アメリカには複数の法域が存在するため、通則法38条3項によってさらに養親が属する州の法を決める必要がある。）が準拠法になるが、養子となるべき者のドミサイルが日本にある場合には、反致を認めて日本法により養子縁組につき判断するという考え方が採れるか否かということである。
このような考え方はドイツで考案されたものであるが、日本でもこのような処理を認めている事例が存在する。

## 日本法における反致
日本においては、法の適用に関する通則法41条が反致に関して原則となる規定を置いており、以下の要件が必要になる。
当事者の本国法による場合であること
日本の国際私法上、当事者の本国が連結点となっていることが必要になる。行為能力、婚姻の成立及び方式、親子関係の成立、養子縁組、相続などの法律関係が該当する。
その国の法に従えば日本法によるべき場合であること
上記の分類でいう狭義の反致のみを認める趣旨であるが、解釈上、間接反致、二重反致も認められるとする見解もある。
いわゆる段階的連結の場合に該当しないこと
「第25条（第26条第1項及び第27条において準用する場合を含む。）又は第32条の規定により当事者の本国法による場合」については反致の成立を認めないことになっている。
また、通則法以外では、手形法88条1項によると、手形債務者の行為能力は当事者の本国法が準拠法になるのが原則であるが、その本国の国際私法によれば他国法が準拠法になる場合は、当該他国法が準拠法になるとされており、いわゆる転致が認められている。小切手法76条1項も同旨の規定である。

## 外国法における反致
国によって反致の制度は異なる。フランスと同様にドイツ、イギリス、ベネズエラでは狭義の反致および転致の双方を認めるのに対し、スペイン、日本、ポーランドなどの国では狭義の反致のみを認め、中国、チュニジア、カナダのケベック州ではどちらの反致も認めない。